# Box Office Mojo
Box Office Mojo este un site web care urmărește venituri box office într-un mod sistematic, algoritmic. Brandon Gray a realizat site-ul în 1999 și pretinde că are în prezent peste două milioane de vizitatori lunar. În iulie 2008, site-ul a fost achiziționat de către Amazon.com prin intermediul filialei sale Internet Movie Database.